# Belton, Leicestershire
Belton är en ort och civil parish i Storbritannien.   Den ligger i distriktet North West Leicestershire, grevskapet Leicestershire och riksdelen England, i den södra delen av landet, 160 km nordväst om huvudstaden London. Belton ligger 78 meter över havet och antalet invånare är 734.
Terrängen runt Belton är lite kuperad, och sluttar norrut. Runt Belton är det tätbefolkat, med 570 invånare per kvadratkilometer. Närmaste större samhälle är Derby, 18,1 km nordväst om Belton. Trakten runt Belton består till största delen av jordbruksmark.